# Alpine A523
Alpine A523 —  болід Формули-1, розроблений і виготовлений Альпін для участі в чемпіонаті Формули-1 2023. Пілотами стали П'єр Гаслі, для якого це стало першим сезоном з командою, та  Естебан Окон.

## Розробка і дизайн
A523 вперше був представлений 16 лютого 2023 року разом зі спеціальною рожевою лівреєю для перших трьох гонок сезону. Напередодні запуску A523 подолала 17 кіл під час знімального дня, які розділили Гаслі та Окон, на трасі Сільверстоун.

## Результати
| Рік      | Команда            | Двигун                     | Шини | Гонщик       | Гран-прі | Гран-прі | Гран-прі | Гран-прі | Гран-прі | Гран-прі | Гран-прі | Гран-прі | Гран-прі | Гран-прі | Гран-прі | Гран-прі | Гран-прі | Гран-прі | Гран-прі | Гран-прі | Гран-прі | Гран-прі | Гран-прі | Гран-прі | Гран-прі | Гран-прі | Очки | Місце |
| Рік      | Команда            | Двигун                     | Шини | Гонщик       | БАХ      | САУ      | АВС      | АЗЕ      | МАЯ      | МОН      | ІСП      | КАН      | АВТ      | ВЕЛ      | УГО      | БЕЛ      | НІД      | ІТА      | СІН      | ЯПО      | КАТ      | США      | МЕХ      | САП      | ЛВГ      | АБУ      | Очки | Місце |
| -------- | ------------------ | -------------------------- | ---- | ------------ | -------- | -------- | -------- | -------- | -------- | -------- | -------- | -------- | -------- | -------- | -------- | -------- | -------- | -------- | -------- | -------- | -------- | -------- | -------- | -------- | -------- | -------- | ---- | ----- |
| 2023     | BWT Alpine F1 Team | Renault E-Tech 23 1.6 V6 t | P    | Естебан Окон | Схід     | 8        | 14†      | 15       | 9        | 3        | 8        | 8        | 147      | Схід     | Схід     | 8        | 10       | Схід     | Схід     | 9        | 7        | Схід     | 10       | 10       | 4        | 12       | 120  | 6     |
| 2023     | BWT Alpine F1 Team | Renault E-Tech 23 1.6 V6 t | P    | П'єр Гаслі   | 9        | 9        | 13†      | 14       | 8        | 7        | 10       | 12       | 10       | 18†      | Схід     | 113      | 3        | 16       | 6        | 10       | 12       | 67       | 11       | 7        | 11       | 13       | 120  | 6     |
| Джерело: |                    |                            |      |              |          |          |          |          |          |          |          |          |          |          |          |          |          |          |          |          |          |          |          |          |          |          |      |       |